# Markus Oberleitner
Markus Oberleitner (* 16. August 1973 in München) ist ein ehemaliger deutscher Fußballspieler.

## Karriere
Nach der Jugendzeit beim TSV Brunnthal und TSV Ottobrunn erhielt Oberleitner 1994 einen Vertrag beim Regionalligisten SpVgg Unterhaching, absolvierte 34 Spiele und erzielte 9 Tore. Nach seiner ersten Saison stieg er mit den Münchner Vorstädtern in die 2. Bundesliga auf und erreichte mit ihnen einen beachtlichen vierten Platz. Sein Zweitliga-Debüt gab er am 5. August 1995 (1. Spieltag) beim 1:1-Unentschieden im Heimspiel gegen den SV Meppen; sein erstes Profitor erzielte er 14 Tage später, am 4. Spieltag beim 2:0-Sieg im Auswärtsspiel gegen Fortuna Köln.
1996/97 zählte er offiziell zum Bundesliga-Kader der Bayern, bestritt jedoch kein einziges Pflichtspiel. In der Rückrunde spielte er für Fortuna Düsseldorf, mit der er jedoch aus der Bundesliga absteigen musste. Markus Oberleitner entschloss sich, nach Unterhaching zurückzukehren und stieg 1999 mit der „Spielvereinigung“ in die Bundesliga auf.
Von 1999 bis 2001 zählte er zu den Leistungsträgern. In 63 Erstliga-Einsätzen im Hachinger Trikot erzielte er sechs Tore. Sein wohl berühmtestes war das 2:0 am 34. Spieltag der Saison 1999/2000 gegen Bayer 04 Leverkusen: Sein Kopfball, 18 Minuten vor Spielschluss, entschied das Spiel zugunsten der Unterhachinger zum einen, zum anderen machte er den FC Bayern München (der daheim 3:1 gegen Werder Bremen gewann) endgültig zum Meister.
Nach dem Abstieg 2001 wechselte er zur SpVgg Greuther Fürth, für die Oberleitner jedoch nur noch zwei Zweitligaspiele bestritt. Schon ab September 2001 war er in Österreich am Ball und agierte dort für den Bundesligisten FC Kärnten. Markus Oberleitner beendete 2003 nach 76 Bundesliga- (6 Tore), 74 Zweitliga- (14 Tore), 34 Drittliga- (9 Tore), 9 DFB-Pokal-Spielen (3 Tore) und 45 Bundesligaspielen in Österreich (3 Tore) seine Profikarriere. 

## Sonstiges
Oberleitner ist heute als Immobilienmakler in München tätig. Zudem war er Jugendtrainer bei der DJK München Pasing e.V. und ist jetzt sportlicher Leiter im Grundlagenbereich (U13 bis U9) der SpVgg Unterhaching.
Sein Sohn Yannick (* 2002) ist ebenfalls Fußballspieler.